# Браскасса, Жак Раймон
Жак Раймо́н Браскасса́ (фр. Jacques Raymond Brascassat, 1804—1867) — французский живописец.

## Биография
Жак Раймон Браскасса родился 30 августа 1804 года в Бордо. Обучался искусству рисования у Т. Ришара и Эрсена.

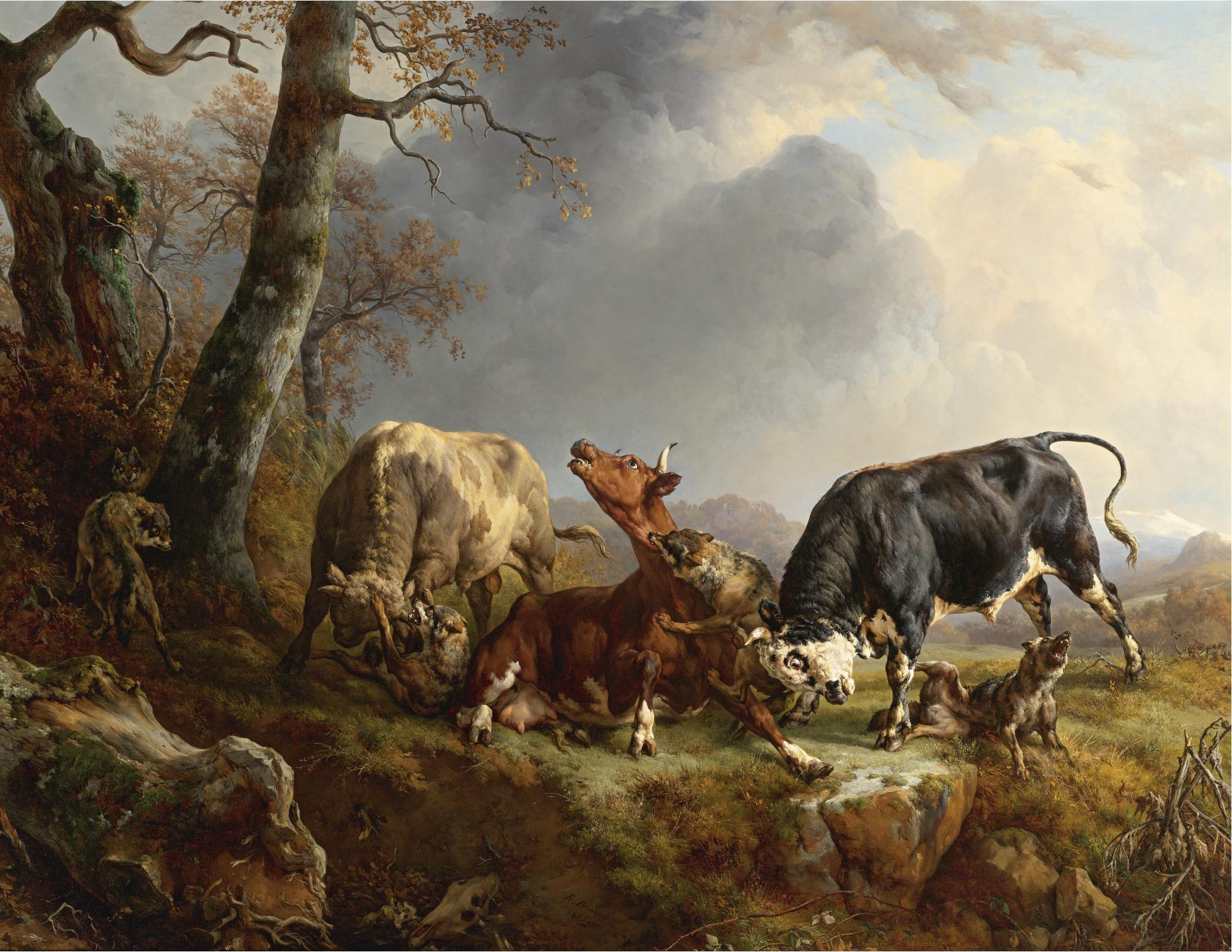
1845 год

Вначале Браскасса рисовал пейзажи, затем увлёкся исторической живописью и в 1825 году за картину «Охота Мелеагра» (Музей Бордо) получил римскую премию (Лауреат Большой римской премии получал возможность отправиться в Рим и жить там в течение года за счёт патрона премии).
С 1830 года Жак Раймон Браскасса стал писать животных и, будучи первым в ряду художников новейшей французской школы, посвятивших себя их внимательному изучению и воспроизведению, достиг большой известности.
В конце XIX — начале XX века на страницах Энциклопедического словаря Брокгауза и Ефрона давалась следующая оценка творчеству художника:
«Б. — превосходный рисовальщик и сильный колорист, но живопись его несколько суха». Там же, среди наиболее удачных его работ были выделены следующие: «Пейзаж с животными» (Лувр), «Бык с коровою, козою и двумя овцами» (Лувр); «Бык, трущийся о дерево» (Музей изящных искусств); «Драка двух быков» (Музей изящных искусств); «Бык в поле» (музей музей Академии художеств, Санкт-Петербург) и «Молодой бык на пастбище» (Императорский Эрмитаж).
Жак Раймон Браскасса умер 27 февраля 1867 года в городе Париже.